# Nerorgasmo
Nerorgasmo est un groupe de punk hardcore italien, originaire de Turin. Avec d'autres groupes comme Blue Vomit, Indigesti, Negazione, Declino, Peggio Punx et Atrox, ils ont formé la base de la scène punk hardcore turinoise et piémontaise de l'époque et ont été les principaux représentants de ce que les fanzines et les magazines comme Maximumrocknroll appelaient le « hardcore italien ». Selon Federico Guglielmi, Nerorgasmo est l'un des groupes de punk italiens les plus importants et les plus précurseurs.
Le groupe compte deux albums : l'EP Nerorgasmo (1985) et l'album Nerorgasmo (1993). Les compositions sont l'œuvre des deux membres fondateurs et permanents, Luca Bortolusso (chant) et Simone Cinotto (guitares).

## Histoire

### Années 1980—1990
Nerorgasmo est formé en 1983 par Luca « Abort » Bortolusso (chant), Simone Cinotto (basse et guitare) et Enrico Falulera (batterie) après la séparation de Blue Vomit et de brefs intermèdes avec des groupes météoriques tels que Nazifuckers ou Cani Putridi. Ils auto-produisent un premier EP vinyle, Nerorgasmo,,, comprenant 4 titres dans lequel Simone joue à la fois de la basse et de la guitare, le bassiste Fiorenzo Massera quittant le groupe avant l'enregistrement et peu de temps après Enrico. La sortie de l'album, initialement prévue pour Noël 1984, est reportée à février 1985. Le groupe retrouve un line-up stable peu après avec Claudietto « Viet-Kong » Truglio (ancien membre de Kollettivo, un groupe de punk actif à Turin, en Italie, depuis le début des années 1980) à la batterie et Andrea « Pixipan » Giovine à la basse. Ils enregistrent quatre autres titres (Nato morto, Alla fine dell'impero, Una serata indimenticabile, Creatori falliti), toujours avec Simone à la guitare et à la basse, avec l'intention d'enregistrer un autre EP,.
C'est à cette époque que le groupe est contacté par un manager qui leur propose un contrat d'enregistrement. Luca et Simone refusent pour ne pas perdre le contrôle direct de l'image, de la musique et des paroles du groupe, ainsi que le droit de donner des concerts à leur guise dans des lieux qu'ils choisissent eux-mêmes. Cette décision entraîne une nouvelle rupture interne au sein du groupe, Claudio et Andrea quittent le groupe et sont remplacés par Marina Zambelli à la basse et Alessandro « Sandrino » Minetto à la batterie. Cette formation (Luca, Simone, Marina, Sandrino) est considérée comme la formation « classique » de Nerorgasmo.
Au printemps 1986, Nerorgasmo est invité à Gênes pour jouer au salon nautique. C'est là que sur la Piazzale Ferrari, avant de partir pour Padoue où ils devaient jouer le lendemain, ils sont attaqués par un groupe de skins néo-nazis qui s'en prennent à Luca et, après l'avoir roué de coups, avant de s'enfuir à cause de l'arrivée de la police, lui infligent un coup de couteau à la gorge, qui sera ensuite suturé avec dix points de suture,. À partir de ce moment, les apparitions sur scène de Nerorgasmo sont limitées non pas par le manque d'opportunités, mais par des problèmes internes.
Entre 1994 et 1998, Simone Cinotto rejoint Fluxus, avec lequel il enregistre deux albums, Vita in un pacifico nuovo mondo (1994) et Pura lana vergine (1998). Le 8 septembre 2000 à Turin, Via Ozanam 10, Luca Abort décède d'une overdose d'héroïne.

### Après le décès d'Abbort
Le 11 février 2012, les membres de Nerorgasmo (la dernière formation), Simone, Marco et Francesco Dilecce (Pikkio), se sont réunis pour un concert-bénéfice afin de récolter des fonds pour les frais de justice des anarchistes arrêtés en mémoire de Luca à El Paso Occupato. Quatre chanteurs se sont relayés sur scène, se partageant les chansons au chant : Franz Goria de Fluxus, Sdro de Kollettivo et Plastination, Ricu d'Inquietudine et Gigio (Luigi Bonizio), ancien chanteur d'Arturo et de Church of Violence (C.O.V.). Simone, Marco, Francesco Dilecce et Gigio fondent peu après Via Luminosa, dont le premier disque éponyme sort en avril 2013. Toujours en 2013, le label F.O.A.D. Records sort leur album Passione nera: discografia 1985-1993.
Le 18 juin 2016, ils se produisent à l'App Colombofili de Parme avec Simone Cinotto, Marco Klemenz, Francesco Dilecce et Luigi Bonizio et Franz Gorla au chant, soutenus par Infamy, Pisciosangue, Hate and Shit et Shenanigans. Ils récidivent le 11 novembre suivant en se produisant au No Cage de Prato, précédés par Angry Punx, Pisciosangue, Quiet Pig et Marnero. Pour l'occasion, Luigi Bonizio d'Arturo et Franz Goria de Fluxus ont chanté sur scène avec Nerorgasmo. D'autres dates ont également eu lieu après ces concerts. Le 16 décembre 2018, via leur page Facebook, Nerorgasmo annonce le décès du bassiste Marco. Le sort du groupe est encore inconnu, tout comme les circonstances de la perte de Marco.

## Membres

### Derniers membres
- Luca « Abort » Bortolusso - chant (1983-1987 et 1993)
- Simone Cinotto - guitare (1983-1987, 1993)
- Marco Klemenz - basse (1993—2018)
- Francesco Dilecce (Pikkio) - batterie (1993)

### Autres membres
- Marina « Marna » Zambelli - basse (1986-1987)
- Alessandro « Sandrino » Minetto - batterie (1986-1987)
- Maurizio Plancher « the Cat » - batterie (1987)
- Claudietto Truglio « Viet-Kong » - batterie (1985-1986)
- Andrea Giovine « Pixipan » - guitare basse (1985-1986)
- Fiorenzo Massera - basse (1984)
- Enrico « Kriminal » Falulera - batterie (1983-1985)

## Discographie

### Albums studio
- 1993 : Nerorgasmo (El Paso)

### Album live
- 1993 : Live El Paso (El Paso)

### Compilations
- 2011 : Nerorgasmo
- 2013 : Passione nera: discografia 1985-1993 (F.O.A.D. Records)

### EP
- 1985 : Nerorgasmo

### Participations
- 1986 : Notti di storie tese a Pinerolo